# Рецептор тромбоцитарного фактора роста
Рецептор для PDGF (PDGFR) относится к рецепторам с тирозинкиназной активностью (РТК). Известны два типа PDGFR: α-тип и β-тип, которые кодируются разными генами. α-тип связывается с PDGF-АА, PDGF-BB и PDGF-AB, а β-тип PDGFR связывается с PDGF-BB и PDGF-АВ. Рецепторы являются важными белками, регулирующими пролиферацию,дифференцировку, рост клеток и развитие онкологических заболеваний.
Известны лиганды А (PDGFA), B (PDGFB), С (PDGFC), D (PDGFD). Они формируют либо гомодимеры, либо  гетеродимеры (PDGF-AA, -AB, -BB, -CC, -DD). Рецепторы — трансмембранные гликопротеиды, пронизывающие мембрану один раз. Для активации при связывания лиганда рецепторы димеризируются, образуя PDGFR-αα, -αβ, -ββ. Внеклеточная часть рецептора представляет собой пять иммуноглобулин-подобных доменов. Внутренняя часть рецептора — тирозинкиназный домен. Лиганд-связывающие участки расположены на трех иммуноглобулин-подобных доменах.
Связываться со всеми тремя видами рецепторов (PDGFR-αα,-αβ, -ββ) может PDGF-BB. PDGF-СС и PDGF-АВ связывается с PDGFR-αα и -αβ. PDGF-DD связывается с PDGFR-ββ с высоким сродством и с PDGFR-αβ, но в значительно меньшей степени. PDGF-АА связывается только с PDGFR-αα.
Димеризация является предпосылкой для активации киназы. После активации киназа фосфорилирует тирозин молекул рецепторов. После димеризации и активации рецептор меняет конформацию, которая позволяет киназе при базальном уровне активности фосфорилировать дополнительные остатки остатки тирозина и достичь полной активации.  Ферментативная активность киназ после включения направляется на другие остатки тирозина в молекулах рецепторов, а также на другие белки-субстраты.
Экспрессия генов всех PDGF и PDGFR контролируется независимо друг от друга, что дает PDGF-PDGFR системе высокую гибкость.
В разных клетках соотношения разных типов рецепторов и лигандов могут сильно различаться. Разные внешние условия и периоды жизни (дифференцировка клеток, воспаление, эмбриональное развитие) могут влиять на работу рецепторов, позволяя связывать только определенные PDGF. Кроме того, некоторые клетки могут синтезировать только одну изоформу рецептора, а другие обе, одновременно или по отдельности.